# Anceya terebriformis
Anceya terebriformis е вид охлюв от семейство Paludomidae.

## Разпространение
Този вид е разпространен в Бурунди и Танзания.